# Omicidio di Ermanno Lavorini

Ermanno Lavorini, nato a Viareggio il 23 marzo 1956, il giorno della sua prima comunione

L'omicidio di Ermanno Lavorini venne commesso a Marina di Vecchiano il 31 gennaio 1969; la vittima era un bambino di dodici anni rapito per chiedere un riscatto e poi ucciso. Il caso fu uno di quelli che destarono il massimo scalpore nella storia del secondo dopoguerra italiano, oltre ad essere il primo caso di rapimento di un bambino.
La sparizione del bambino, le ricerche dapprima e il ritrovamento del suo corpo senza vita poi, fecero discutere per molti mesi i mezzi d'informazione italiani, destando orrore, scandalo e polemiche. Il rapimento del bambino era finalizzato al finanziamento di una associazione eversiva di monarchici di estrema destra che per depistare le indagini ipotizzò una falsa pista di pedofilia.

## Storia
Il 31 gennaio 1969 scompare a Viareggio il dodicenne Ermanno Lavorini. La famiglia, che ha un avviato negozio nel centro di Viareggio, riceve una richiesta telefonica di un riscatto lo stesso giorno della scomparsa del figlio.
Gli inquirenti inizialmente non hanno una vera e propria direzione da seguire nelle indagini e, inoltre, la risonanza mediatica del caso è tale che le indagini vengono intralciate da una serie di mitomani, falsi testimoni e profittatori interessati alla cifra di 15 milioni di lire richiesta per il riscatto, allora somma considerevole. La ricerca ha termine il 9 marzo 1969, quando venne ritrovato il cadavere del bambino sepolto nella sabbia della pineta di Marina di Vecchiano, le analisi successive dimostrarono che la morte risaliva al giorno stesso del rapimento.
Da Roma viene inviato il colonnello Mario De Julio, già stretto collaboratore del Generale Giovanni de Lorenzo, ex capo del SIFAR e appena eletto deputato coi monarchici, per dirigere le indagini: inizialmente gli inquirenti ipotizzano che il delitto fosse maturato nell'ambiente dei pedofili di Viareggio. Un ragazzo di sedici anni, Marco Baldisseri, che frequentava la pineta per denaro, accusò diverse personalità dell'amministrazione cittadina guidata da esponenti del Partito Socialista Italiano di attirare bambini nella pineta per adescarli. Oltre a Baldisseri vennero poi coinvolti altri giovani che frequentavano la pineta come Rodolfo Della Latta e Andrea Benedetti, che frequentavano anche la locale sede del Fronte Monarchico Giovanile guidato da Pietro Vangioni e di cui  Baldisseri era il tesoriere. Subito dopo il delitto l'associazione si sciolse e la sede venne chiusa e questo insospettì la polizia, ma la pista principale rimase quella del delitto maturato nell'ambiente omosessuale.

### Accuse false e la prima vittima di linciaggio mediatico
Partì una decisa campagna volta a demonizzare l'amministrazione cittadina, guidata da partiti di ispirazione socialista. A Viareggio giunse Junio Valerio Borghese che fece affiggere sui muri della città dei manifesti con rappresentato un bambino che chiedeva aiuto. Il giornale Secolo d'Italia affermava che i corruttori di giovani e i responsabili della morte del bambino erano fra gli esponenti della classe politica al potere nella città. Successivamente all'ondata di calunnie e accuse infondate, gli inquirenti scoprono invece che la responsabilità del rapimento e dell'uccisione del bambino è di un gruppo politico locale, il Fronte Monarchico, guidato da Pietro Vangioni, che durante le indagini aveva offerto la sua collaborazione ai carabinieri nell'intento di depistare le indagini. Vangioni indicò ai carabinieri che il colpevole era il cassiere dell'associazione, Marco Baldisseri, un ragazzo di sedici anni. Questi, insieme agli altri ragazzi che poi vennero coinvolti, cercarono di scagionarsi accusando il sindaco di Viareggio, Berchielli, poi un altro esponente socialista, Martinotti. Coinvolsero anche Giuseppe Zacconi, figlio dell'attore Ermete Zacconi, che divenne vittima di un linciaggio mediatico, morendo poi d'infarto il 24 gennaio 1970.

### La seconda vittima di linciaggio mediatico
Marco Baldisseri, di sedici anni, viene ritenuto l'autore del delitto e si ipotizza che la richiesta di riscatto fosse una copertura per coprire un omicidio preterintenzionale, cioè non voluto in modo da dare la colpa al gruppo di ragazzi. Baldisseri fornisce diverse versioni dell'accaduto, accusando altri come ad esempio Adolfo Meciani, che alcuni dei ragazzi indicano come autore della telefonata, ma Meciani nega ogni addebito, affermando di conoscere superficialmente Baldisseri. Le accuse di questi vengono confermate da Rodolfo Della Latta e Pietro Vangioni e così Meciani venne arrestato. Secondo Baldisseri Meciani avrebbe ucciso Lavorini con un pugno, perché aveva resistito alle sue avances sessuali. La dichiarazione, dimostratasi poi falsa, distrusse Meciani, commerciante viareggino, che fu anche oggetto di due tentativi di linciaggio pubblico. I giornali dell'epoca indagarono nella vita privata dell'uomo e scoprirono che, pur essendo sposato e padre di famiglia, era segretamente omosessuale, frequentava la pineta, intratteneva relazioni sessuali con giovani prostituti, da cui in passato era anche stato ricattato. La stampa gli attribuì le peggiori nefandezze, e ricostruì così la dinamica del delitto:
(La Domenica del Corriere, 13 maggio 1969.)
L'Espresso, il 4 maggio 1969, si univa al nutrito coro di accusatori del Meciani, dipinto come una "figura ambigua", un "bruto" e come il "mostro sospettato, intuito, immaginato fin dall'inizio". Meciani, vista distrutta per sempre la sua reputazione, si suiciderà impiccandosi con il suo lenzuolo nel carcere di Pisa per l'accusa infamante, il 24 maggio, senza aspettare che l'accusa cadesse da sola. Comunque le accuse contro Baldisseri permasero e venne processato insieme a Vangioni e Della Latta.

## Il processo

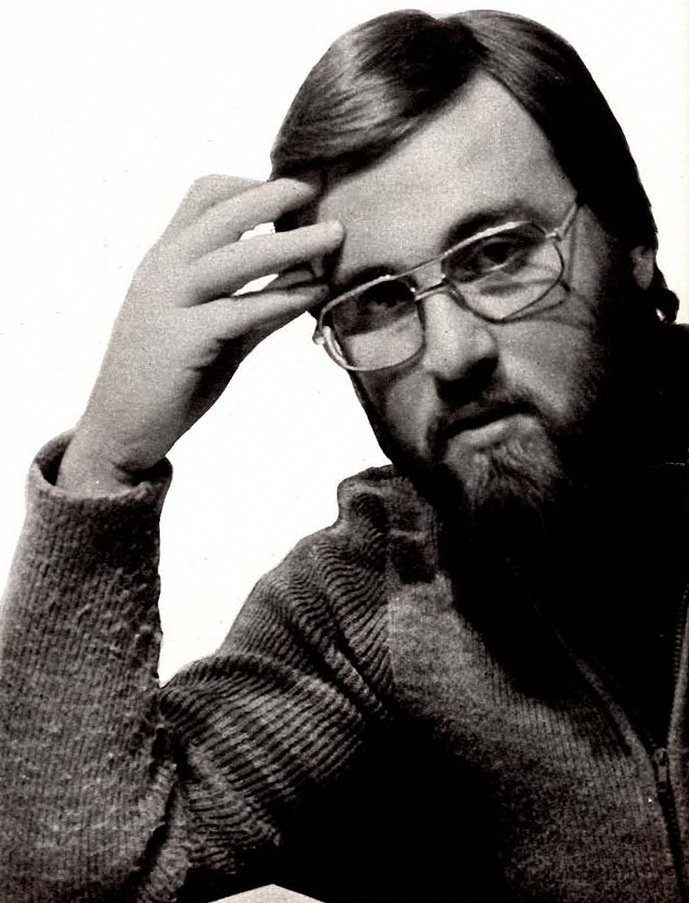
Rodolfo Della Latta nel 1975

Di fronte alle accuse, i giovani cambiarono la loro versione dei fatti, affermando che Lavorini sarebbe stato ucciso accidentalmente durante una banale lite fra loro per la spartizione di bossoli di pistola "casualmente" trovati sulla spiaggia. Il processo di primo grado, fra "depistaggi", tentativi di insabbiamento e ostacoli vari, iniziò solo nel gennaio del 1975.
Il 6 marzo si concluse con la condanna di Baldisseri a 19 anni, di Della Latta a 15 anni e quattro mesi, mentre Pietrino Vangioni fu assolto per insufficienza di prove. La Corte di Assise di Pisa accolse però la tesi del Pubblico Ministero, negando che il delitto avesse avuto un movente politico ed affermando che era "maturato in un ambiente di omosessuali".
In appello, a Firenze, il 13 maggio 1977, la sentenza venne modificata comminando 11 anni di carcere a Della Latta, 9 a Vangioni e 8 anni a Baldisseri: questa sentenza venne confermata dalla Corte di cassazione, legando il delitto all'eversione di destra in quanto il sequestro di persona era finalizzato a finanziare la loro associazione.

## Influenza culturale
L'impatto è tale che il cantautore Franco Trincale incide su 45 giri una ballata dai toni cupi, Il ragazzo scomparso a Viareggio, in cui invita i rapitori a ridare alla mamma l'adolescente. Al primo disco ne seguiranno altri, fino a un totale di cinque, aggiornando, man mano che venivano diffuse nuove rivelazioni sul caso.
Come nello scandalo dei balletti verdi, anche nello scandalo Lavorini l'omosessualità, e presunti atti sessuali tra minorenni e adulti, sono al centro dell'indagine e rimarranno, nella memoria storica, strettamente legati al caso, anche se la giustizia escluderà infine ogni addebito nei confronti degli omosessuali inquisiti.
Mino Monicelli su L'Espresso, ad esempio, il 4 maggio 1969 afferma che è necessario lavare via lo sporco dalla città impestata dall'incubo di quell'immondo imbroglio di omosessuali che si chiama 'caso' Lavorini.

Sempre Monicelli descrive gli omosessuali che frequentano la Pineta di Viareggio: 
(Mino Monicelli, Quando in pineta scende la sera, in "L'Espresso", 4 maggio 1969.)

Il settimanale Il Borghese, ancora, punta il dito sugli omosessuali: 
(Carlo Cusani, Da Viareggio con amore, "Il Borghese", 22 maggio 1969.)

Il giornale di destra la mette in politica: 
(Carlo Cusani, Da Viareggio con amore, "Il Borghese", 22 maggio 1969.)

Per Extra, un settimanale scandalistico: 
(Citato in: Carlo Cusani, Da Viareggio con amore, "Il Borghese", 22 maggio 1969.)
Epoca aggiunge:
(Domenico Bartoli, Siamo diventati più viziosi?, "Epoca", 6 giugno 1969.)

## Curiosità
- Il caso Lavorini viene citato dal cantante Ligabue nel testo della canzone Nel tempo, tratta dall'album Arrivederci, mostro! ("Hanno ucciso Lavorini e dopo niente è stato come prima")
- La portata grottesca del caso Lavorini e dei "bambini di Viareggio" viene descritto ampiamente in maniera ironica e senza mezzi termini nella celebre canzone Creolo, composta da alcuni studenti universitari appartenenti alla Goliardia italiana di quei tempi.
- Cronache Private, romanzo d'esordio di Valentina Parasecolo del 2023 è ispirato al caso.
- L'omicidio Lavorini ha una parte importante nel romanzo del 2024 Settembre nero di Sandro Veronesi.
- Indagini: Viareggio - 31 gennaio 1969[14] podcast in due puntate a cura di Stefano Nazzi per il Post (1º febbraio 2025)
- Viene raccontato nel 2025 nel podcast Non aprite quella podcast di J-Ax, Pedar e Matteo Lenardon